# Eslovaquia en los Juegos Paralímpicos de Sochi 2014
Eslovaquia estuvo representada en los Juegos Paralímpicos de Sochi 2014 por quince deportistas, once hombres y cuatro mujeres.

## Medallistas
El equipo paralímpico eslovaco obtuvo las siguientes medallas:
| Nombre             | Deporte      | Evento                                        |
| ------------------ | ------------ | --------------------------------------------- |
| Oro                |              |                                               |
| Henrieta Farkašová | Esquí alpino | Descenso discapacidad visual femenino         |
| Henrieta Farkašová | Esquí alpino | Eslalon gigante discapacidad visual femenino  |
| Jakub Krako        | Esquí alpino | Supergigante discapacidad visual masculino    |
| Plata              |              |                                               |
| Miroslav Haraus    | Esquí alpino | Descenso discapacidad visual masculino        |
| Jakub Krako        | Esquí alpino | Eslalon gigante discapacidad visual masculino |
| Bronce             |              |                                               |
| Henrieta Farkašová | Esquí alpino | Eslalon discapacidad visual femenino          |
| Petra Smaržová     | Esquí alpino | Eslalon de pie femenino                       |